# Evarcha mongolica
Evarcha mongolica is een spinnensoort in de taxonomische indeling van de springspinnen (Salticidae).
Het dier behoort tot het geslacht Evarcha. De wetenschappelijke naam van de soort werd voor het eerst geldig gepubliceerd in 1994 door Danilov & Dmitri Viktorovich Logunov.